# Real Academia Galega
A Real Academia Galega é a instituição pública que tem como objectivo o estudo da cultura galega e em especial da língua galega. Elabora normas gramaticais, ortográficas e léxicas, assim como a defesa e promoção da língua. Além disso decide a personalidade literária a que se dedica o Dia das Letras Galegas. Os seus membros são personalidades do mundo da cultura galega, em particular do galego. Desde o 20 de abril de 2013 o seu presidente é Xesús Alonso Montero.

O seu lema é Colligit. Expurgat. Innovat.

## História
Em 1905 constituiu-se na Havana a Sociedade Protetora da Academia Galega, que permitiu pôr em marcha a Real Academia Galega em 30 de setembro de 1906, presidida por Manuel Murguía.

## Académicos correspondentes portugueses
- José Júlio Gonçalves Coelho